# 西サハラの文化
西サハラ人民はモーリタニア北部の住民と同様にアラビア語ハッサーニーヤ方言を話す。彼らはアラブ＝ベルベル系の混血であるが、彼らの多くは自身をアラブ人だと看做している。彼らは14世紀に西サハラ砂漠に侵攻したアラブ部族のバヌー・ハッサーンの末裔だと主張している。
サハラウィはスンナ派ムスリムであり、マーリク法学派である。彼らのイスラームの解釈は伝統的にかなり自由主義的であり、遊牧生活に適合している（すなわち一般にモスク抜きで機能している）。
氏族と部族に基づいた社会は1975年に大きな変動を経験しており、同年、国内で戦った人口の大部分は逃亡してアルジェリアのティンドゥフの難民キャンプに落ち着き、家族と氏族は解体された。難民キャンプを経営するポリサリオ戦線は、彼らの社会の近代化に努め、公的な努力目標を教育、部族主義の根絶、女性の解放に置いた。キャンプ内での女性の役割は、事実上男性人口が完全にポリサリオ軍に従事しているため、女性達がキャンプと戦争中の政府の官僚制に主な責任を担うことによって向上された。
サハラウィの衣服にはダッラーアが存在する。女性はメラハファの長衣を身に着ける。
教育もまた難民生活を手助けしている。教育物資は未だに乏しい一方で、難民キャンプの「都市化」とキャンプ居住者の豊富な余暇（1977年頃の状況の正常化以降）は識字教室を効果的に激増させた。1975年の識字率は10%以下だったが、ポリサリオ戦線は現在90%近くの難民が識字者になったと主張しており、数千人が援助プログラムの一部として外国で大学教育を受けている（主にアルジェリア、キューバ、スペインである）。
モロッコ政府は、特に教育、近代化、インフラストラクチュアに重点を置いて西サハラの社会と経済の開発にかなりを投資した。特にアイウンは政府の重点的な投資対象となり、急成長している。数千人のサハラウィがモロッコの大学で学んでいる。識字率はおよそ人口の50%程である。
現在まで政治的状態の一部に達する文化の包括的研究はほとんど存在しない。主にフランスの研究者による一部の言語と文化の研究が、モーリタニア北部のサハラウィのコミュニティで披露されている。

## 脚註
1. ↑  Andrew Borowiec (2003). Taming the Sahara: Tunisia Shows a Way While Others Falter. Praeger/Greenwood. p. 32. ISBN 0275976475
2. ↑  National Geographic Magazine, december 2008